# Vène (rivière)
Pour les articles homonymes, voir Vène.
La Vène est une rivière côtière née sur la commune de Cournonsec dans l'Hérault, résurgence du système karstique du Causse d'Aumelas, qui passe à Montbazin et Gigean et après un parcours d'environ 12 km se jette dans l'étang de Thau sur la commune de Balaruc-le-vieux. Son écoulement est intermittent sur une grande partie de son trajet, mais devient permanent à partir d'Issanka.

## Étymologie
De la racine pré-indo-européenne ven qui veut dire 'montagne' (cf. le Vénéon, affluent de la Romanche dans l'Isère).